# 石母田城
石母田城（いしもだじょう）は、福島県伊達郡国見町石母田にあった戦国時代の居館（日本の城）。築城の時期は明らかではないが、伊達氏重臣・石母田氏の本拠であり、天文の乱の際は伊達稙宗方の拠点となっている。
奥州仕置で伊達氏が国替えになると、城主・石母田景頼は伊具郡に移り、石母田城は廃城となった。城の構造は、本郭を土塁と堀で囲み、その東と南側に二ノ郭と家中屋敷を配置し、その外側をさらに堀で囲むという複郭式の平城である。現在も土塁や堀の跡が残っており、また本郭は畑地、二ノ郭や家中屋敷は当時の屋敷割りのままで住宅が配置されており、保存状況が良好な城跡である。現在は国見町史跡に指定されている。なお、歴史学者・石母田正は石母田氏の子孫である。